# Ottawa megye (Oklahoma)
Ottawa megye az Amerikai Egyesült Államokban, azon belül Oklahoma államban található. Megyeszékhelye és legnagyobb városa Miami. Lakosainak száma 30 285 fő (2020. április 1.). Ottawa megye Cherokee, Delaware, Newton, McDonald és Craig megyékkel határos.

## Népesség
A megye népességének változása:
| Lakosok száma | 31 865 | 31 901 | 32 252 | 32 245 | 31 981 | 30 285 |
|               | 2010   | 2011   | 2012   | 2013   | 2015   | 2020   |